# Souk El Hout

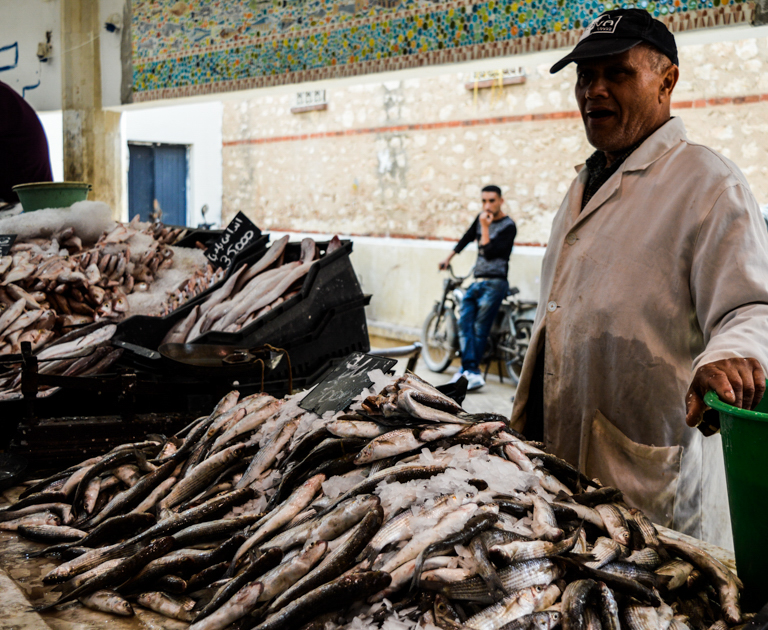
Vendeur du souk El Hout.

Le souk El Hout (arabe : سوق الحوت soit « souk du poisson ») est un marché aux poissons, l'un des souks les plus importants et les plus connus de la médina de Sfax.

## Histoire
Au début, le souk El Hout occupait la place interne de Bab Diwan, où les poissons se vendaient sous le minaret de la mosquée El Ajouzine. Le souk évolue avec le temps et ses marchands atteignent les ruelles entourant la grande mosquée.
Il garde cette localisation jusqu'en 1953, date à laquelle il est déplacé vers sa position actuelle, l'ancien souk Ettben, près de Bab Jebli.

## Accès
Le souk a une entrée principale munie de trois ouvertures avec quelques entrées secondaires.